# Antonio Caballero y Fernández de Rodas
Antonio Caballero y Fernández de Rodas (1816 – 1876) là vị tướng Tây Ban Nha thế kỷ 19, nổi tiếng vì góp phần tham dự Chiến tranh Mười năm và Cách mạng Vinh quang Tây Ban Nha.

## Tiểu sử

### Khởi đầu binh nghiệp
Một trong những mặt trận đầu tiên mà ông tham gia là Chiến tranh Castile thứ nhất nhờ vậy mới được cấp trên để ý. Năm 1854, ông là thành viên của Vicalvarada và gây tiếng vang khi gia nhập Liên minh Tự do. Dưới thời Leopoldo O'Donnell, ông được thăng hàm chuẩn tướng và tham gia Chiến tranh Tây Ban Nha-Morocco. Năm 1861, ông điều binh tới dẹp tan cuộc nổi loạn Loja. Sau khi can thiệp vào chiến sự Morocco, ông trở về Madrid và lỡ lời to tiếng với Nicolás María Rivero để rồi kết thúc bằng màn đấu tay đôi. Hoàn cảnh này hoàn toàn gây bất lợi cho ông vì sau cùng ông bị chính quyền lưu đày đến Quần đảo Canaria, cùng chung số phận với Tướng Francisco Serrano và những kẻ khác.

### Cách mạng Vinh quang
Ông bắt tay cùng với Công tước de la Torre và các vị tướng khác bị lưu đày đến Quần đảo Canaria, tìm cách quay trở lại bán đảo vào tháng 9 năm 1868 để rồi gia nhập Cách mạng Vinh quang chống lại Nữ vương Isabel II. Ông là một trong những người ký Tuyên ngôn Cádiz vào tháng 9 năm 1868 và tham gia Trận Alcolea, vốn dĩ biến tên tuổi của ông trở thành một trong những vị tướng quan trọng nhất. Trên cương vị là sĩ quan chỉ huy cả một sư đoàn, ông đã góp phần vào chiến thắng của quân nổi dậy và được thăng hàm trung tướng.

### Chiến tranh Mười năm
Được bổ nhiệm làm Binh bộ Thượng thư, vào tháng 7 năm 1869, ông tuyên thệ nhậm chức Đốc phủ Cuba, khi mà cuộc chiến giành độc lập đầu tiên đã nổ ra ngay trước đó. Ông đặt chân đến Cuba cùng với thị trưởng mới tên gọi José Emilio de Santos, với sứ mệnh bình định toàn bộ hòn đảo và chấm dứt nạn tham nhũng trong chính quyền, nhưng cũng chỉ mất một năm mới trở về tới quê hương Tây Ban Nha. Năm 1872, ông được bầu làm thượng nghị sĩ các tỉnh Almería và Córdoba, chọn làm người đại diện cho tỉnh cũ.

### Giai đoạn cuối đời
Năm 1873, ông tham gia Chiến tranh Castile thứ ba vào ngày 23 tháng 4 cùng với các tướng Serrano và Topete hòng ngăn chặn việc tuyên bố thành lập Cộng hòa Liên bang, sự thất bại của phong trào này khiến ông đành phải cải trang lẩn tránh nhưng vẫn bị chính quyền bắt được ở Torrelodones, may sao nhờ có giấy thông hành an toàn từ Estanislao Figueras mà đám lính mới cho thả ông ra. Caballero mất tại Madrid năm 1876.